# Parc national d'Eravikulam
Le parc national d'Eravikulam (Eravikulam National Park en anglais et ഇരവികുളം ദേശീയോദ്യാനം en malayalam) est situé dans l'État du Kerala en Inde. Il est classé au patrimoine mondial sous le site Ghats occidentaux, chaîne de montagnes dans lequel il est localisé.